# Latentes Variablenmodell

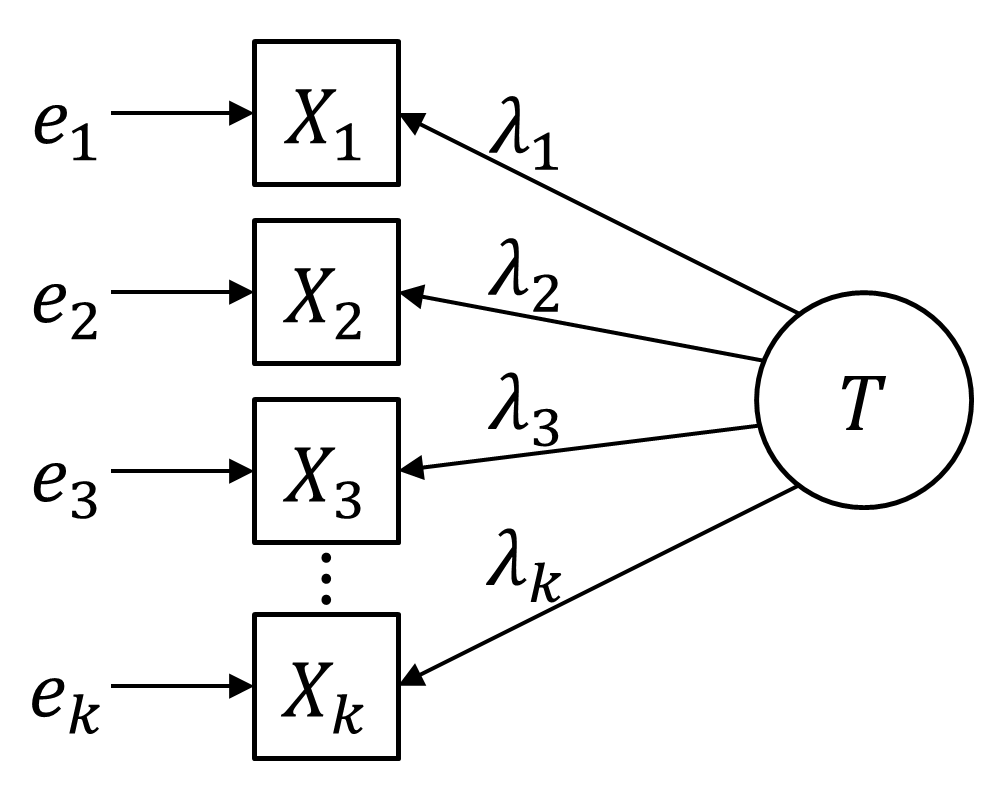
Eindimensionales kongenerisches Messmodell. T ist dabei die latente Variable, X sind die manifesten Variablen, e sind die (latenten) Fehlervariablen, λ sind die Faktorladungen (d. h. der Einfluss der latenten Variable auf die manifeste Variable)

Ein latentes Variablenmodell beschreibt den Zusammenhang zwischen beobachtbaren (oder manifesten) Variablen und dahinter liegenden latenten Variablen. Die Faktorenanalyse und Strukturgleichungsmodellierungen sind die bekanntesten Verfahren im Rahmen der latenten Variablenmodelle.
Ein Beispiel für eine latente Variable ist die Intelligenz. Sie kann nicht direkt gemessen werden, aber aus einer Vielzahl von Testergebnissen (den beobachtbaren Variablen) können eine oder mehrere hinter den Testergebnissen liegende latente Variablen (Intelligenz) extrahiert werden.

## Latente Variable
Als latente Variable (auch: Konstrukt) wird in den Human- und Sozialwissenschaften eine zu bestimmende Größe bezeichnet, die einer direkten Messung oder Beobachtung nicht zugänglich ist und erst durch eine sogenannte Operationalisierung messbar gemacht werden kann. Die messbaren Variablen (Indikatoren oder manifeste Variablen genannt), sind eindeutig definiert und erfassbar. Dabei wird davon ausgegangen, dass die latente Variable die Ausprägung in der manifesten Variablen ursächlich beeinflusst.
Beispielsweise handelt es sich bei den Antworten auf die Fragen Bist du zufrieden? und Fühlst du dich wohl? um manifeste Variablen; die Antworten (ja/nein) sind direkt messbar. Die Stimmung, die als Ursache für die Antworten verantwortlich ist, kann jedoch nicht direkt gemessen werden und ist somit die latente Variable.
Latente Variablen sind im Gegensatz zu manifesten Variablen nicht frei von Messfehlern, wie in der Abbildung ersichtlich wird. Die Ausprägung der manifesten Variablen wird ursächlich durch zwei latente Variablen beeinflusst: das Konstrukt (T) sowie der jeweilige spezifische Fehler (e). Aufgrund dieser Eigenschaft werden latente Variablen bevorzugt verwendet, um den wahren (d. h. messfehlerbereinigten) Zusammenhang zwischen Konstrukten empirisch zu überprüfen (z. B. ob die Persönlichkeitseigenschaften Gewissenhaftigkeit und Neurotizismus identisch oder verschieden sind).

## Übersicht latente Variablenmodelle
Bei Modellen mit latenten Variablen wird zwischen einem Messmodell und einem Strukturmodell unterschieden. Das Messmodell umfasst die Zusammenhänge zwischen den manifesten Variablen und den latenten Variablen, während sich das Strukturmodell nur auf die Beziehungen zwischen den latenten Variablen beschränkt (siehe Strukturgleichungsmodell).
Die Verfahren zur Analyse des Messmodells unterscheiden sich durch das Skalenniveau der latenten bzw. manifesten Variablen:
|                   | Manifeste Variablen   | Manifeste Variablen          |
| Latente Variablen | Metrisch              | Kategoriell                  |
| ----------------- | --------------------- | ---------------------------- |
| Metrisch          | Faktorenanalyse       | Probabilistische Testtheorie |
| Kategoriell       | Latente Profilanalyse | Latente Klassenanalyse       |